# Attilio Piccirilli
Attilio Piccirilli (Massa, 16 maggio 1866 – New York, 8 ottobre 1945) è stato uno scultore italiano naturalizzato statunitense.

## Biografia

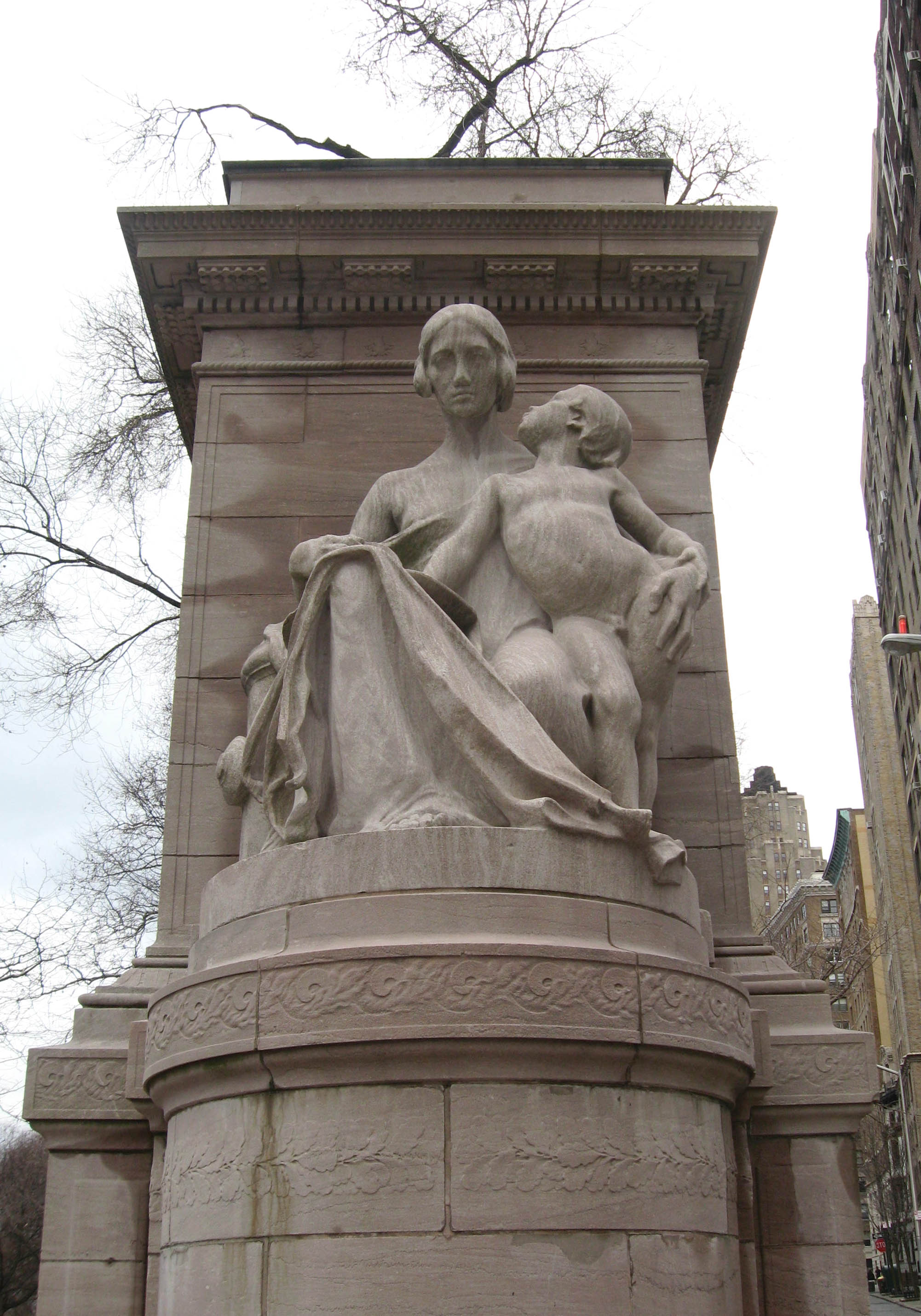
Figura allegorica del Firemen's Memorial, 1913

Studiò all'Accademia di San Luca a Roma con lo scultore Aristodemo Costoli. Nel 1888 si trasferì 
Stati Uniti dove lavorò per suo padre ed i suoi fratelli nello studio del Bronx, NY, al 467 East della 142nd Street. Realizzò il Maine Memorial in Columbus Circle, all'ingresso di Central Park a New York. Uno dei gruppi che egli creò per questo monumento venne utilizzato per la tomba di sua madre nel Woodlawn Cemetery del Bronx. Realizzò il frontone ed altre sculture per la Frick Mansion sulla 5th Avenue ed il Firemen's Memorial, un gruppo di figure sito in Riverside Park.
La sua scultura di vetro Pyrex del 1935, Laborata, sita al Palazzo d'Italia del Rockefeller Center venne rimossa durante la seconda guerra mondiale in quanto considerata troppo fascista nello stile, scomparve dalla memoria qualche anno dopo.
Lo scultore Attilio Piccirilli è l'autore della gigantesca statua di Abraham Lincoln seduto in atteggiamento pensoso, che si trova a Washington.
Il committente di alcune opere di Attilio Piccirilli, fu Daniel Chester French.
Piccirilli è rappresentato nella collezione di sculture ai Brookgreen Gardens. Le sue opere sono esposte il molti musei in tutti gli Stati Uniti. Il marmo bianco "Frapelina" è esposto nella American Wing del Metropolitan Museum of Art di New York.
Morì a New York nel 1945. il suo mezzo busto di Edmond Thomas Quinn è esposto nella National Academy of Design.

## Opere pubbliche selezionate
- MacDonough Memorial, New Orleans, 1898
- Indian Literature e Indian Law Giver, facciata del Brooklyn Museum, Brooklyn, 1909
- Maine Memorial, Columbus Circle, New York, 1913
- Firemen's Memorial, Riverside Drive, New York City. 1913[3]
- Frontone nord, Wisconsin State Capitol, Madison, 1915
- Mothers' War Memorial, Albany,  1923
- Statua di James Monroe, Ash Lawn, Contea di Albemarle, Virginia
- Busto di Thomas Jefferson nella Rotunda del Virginia State Capitol, Capitol Square, Richmond, 1931.
- James Monroe Bust in Rotunda del Virginia State Capitol, Capitol Square, Richmond, 1931
- Joy of Life (Young Faun), Executive Mansion (Virginia), Capitol Square, Richmond, 1931
- Eternal Youth e Youth Leading Industry, Rockefeller Center,  New York, 1935
- Present Day Postman, Post Office Building, Washington, 1936
- Guglielmo Marconi Memorial, Washington, 1941